# Materia allochtoniczna
Materia allochtoniczna – materia niewyprodukowana w danym ekosystemie, pochodząca z zewnątrz (tj. innego ekosystemu), przenoszona wodą, za pomocą wiatru lub prądów rzecznych i morskich. Ekosystem funkcjonujący w oparciu o tę materię nazywa się heterotroficznym.